# 立田革
立田 革（たてだ かく、1845年（弘化2年） - ?）は、明治期の官僚。

## 経歴
信州松代藩の人物。佐久間象山と郷土を同じくし、一門と蘭学を学ぶ。その後江戸に出て河本幸明の塾に入る。大鳥圭介の紹介で慶應義塾に学ぶ。明治維新で帰郷し藩の兵学校で教鞭を取る。1871年（明治4年）再び上京し、外務省出仕を命じられる。樺太にて日本人とロシア人の間で紛争が起こると「日進艦」に乗り任務を遂行。1874年（明治7年）、中上川彦次郎、小泉信吉、星亨、河島醇らと共にロンドンへ随行。1879年（明治12年）大蔵省書記官となり、太政官書記官、外務省に転じる。1883年（明治16年）サンフランシスコ領事として赴任する。1890年（明治23年）韓国釜山府領事となる。